# ビデオ・パック・ニッポン
株式会社ビデオ・パック・ニッポン（英称：Video Pack Nippon、英略：VPN）は、かつて存在したテレビ朝日の子会社で、主にテレビ朝日系列の番組に関する業務を行っていたポスト・プロダクションである。社名の通り、ビデオ創世記より番組の二次使用業務を行い、ビデオやLDといった商品を発売してきた老舗的会社。
2017年（平成29年）7月1日付けで東京サウンドプロダクション（TSP）と合併し消滅した。

## 主な番組作品
特記のないものは、テレビ朝日系列制作の番組。

### 制作
- ワールドプロレスリング（編集・MAも担当）
- 秘湯ロマン
- 世界とんでも!?ヒストリー（編集・MAも担当）

### 編集
- 闘魂スーパーバトル
- ミュージックステーション
- 秘湯ロマン
- Musicる TV
- クイズタイムショック
- 象印クイズ ヒントでピント
- 山瀬まみ・藤田朋子のおませなふたり
- 世界とんでも!?ヒストリー
- リングの魂
- かざあなダウンタウン
- パパパパPUFFY
- お笑い向上委員会 笑わせろ!
- 愛のエプロン
- Mの黙示録
- 裸の少年
- 武田美保のピラティスライフ
- 松岡修造の情熱チャージ 熱血!ホンキ応援団
- アイドル動鑑（BSフジ）
- 20マウス（TBS）